# Turnia nad Szańcem
Turnia nad Szańcem – skała w dolnej części Doliny Będkowskiej na Wyżynie Krakowsko-Częstochowskiej. Znajduje się w dolnej części północnych zboczy wąwozu Nad Szańcem – orograficznie lewego odgałęzienia Doliny Będkowskiej, administracyjnie w granicach wsi Będkowice w województwie małopolskim, w powiecie krakowskim, w gminie Wielka Wieś.
Jest to zbudowana z wapieni duża skała znajdująca się w lesie, mniej więcej w połowie wysokości zboczy. Ma wysokość 12–20 m, ściany miejscami połogie, miejscami pionowe z filarami, kominami i zacięciami.
U podnóża zachodniej ściany znajduje się otwór wylotowy Jaskini nad Szańcem.

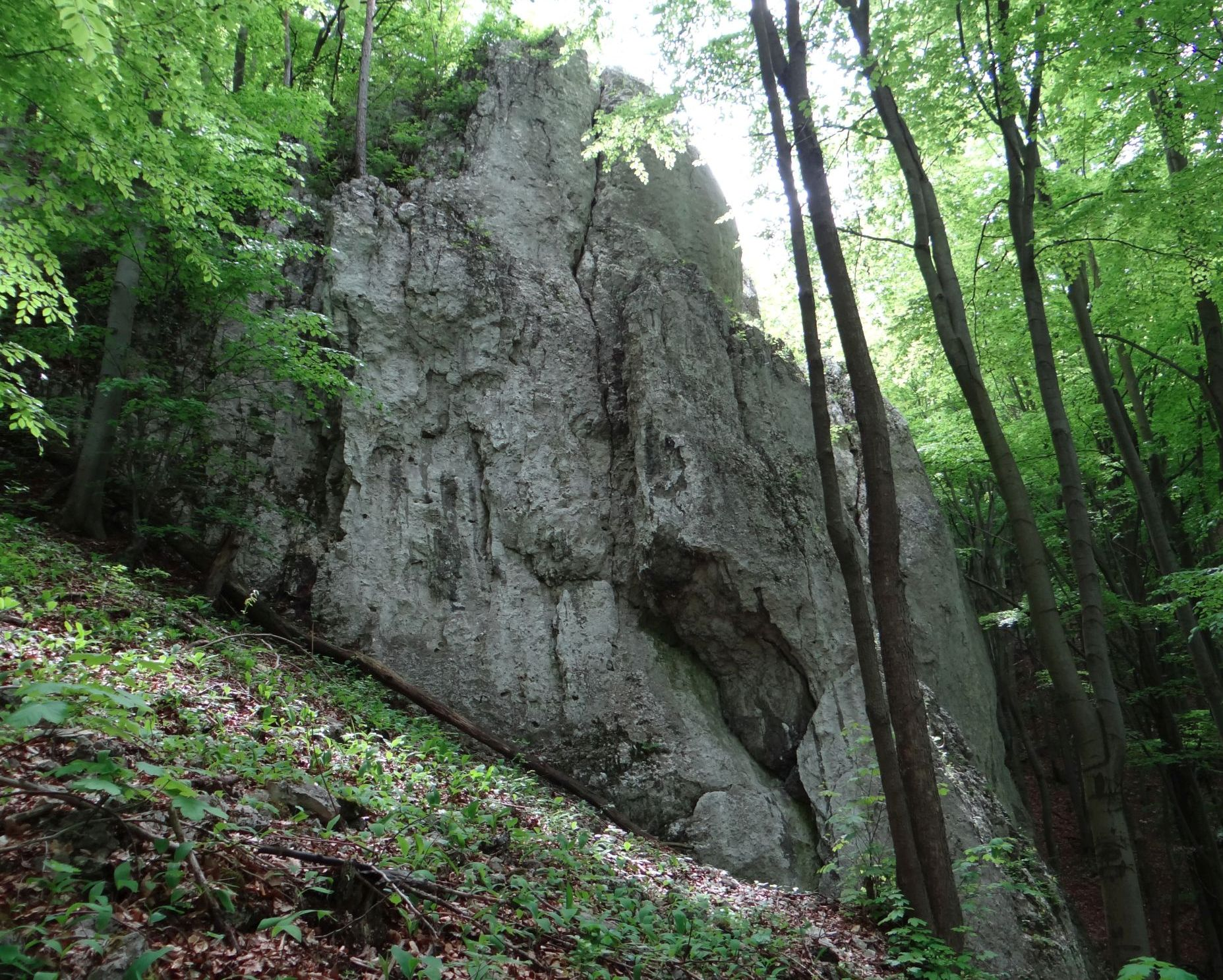
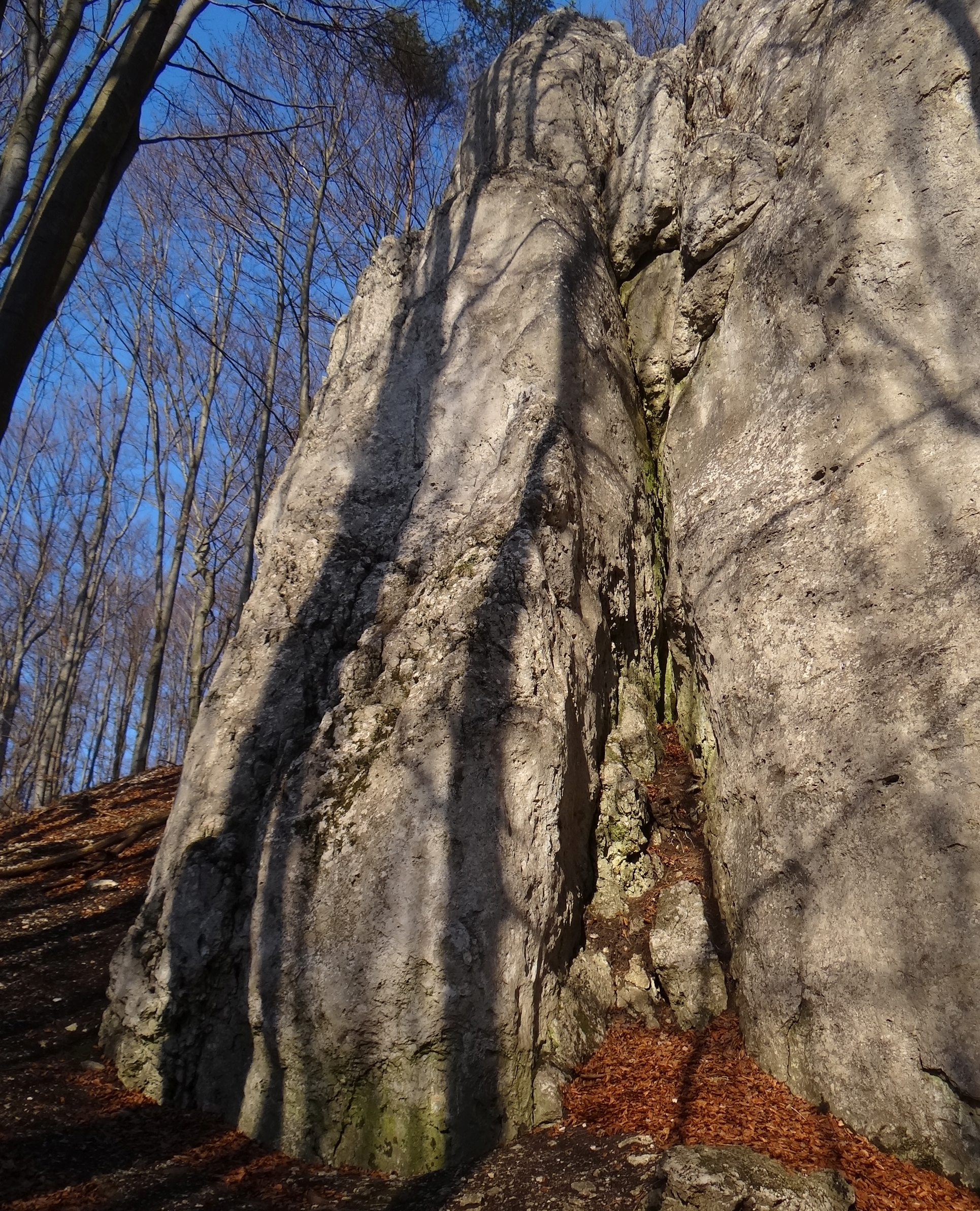
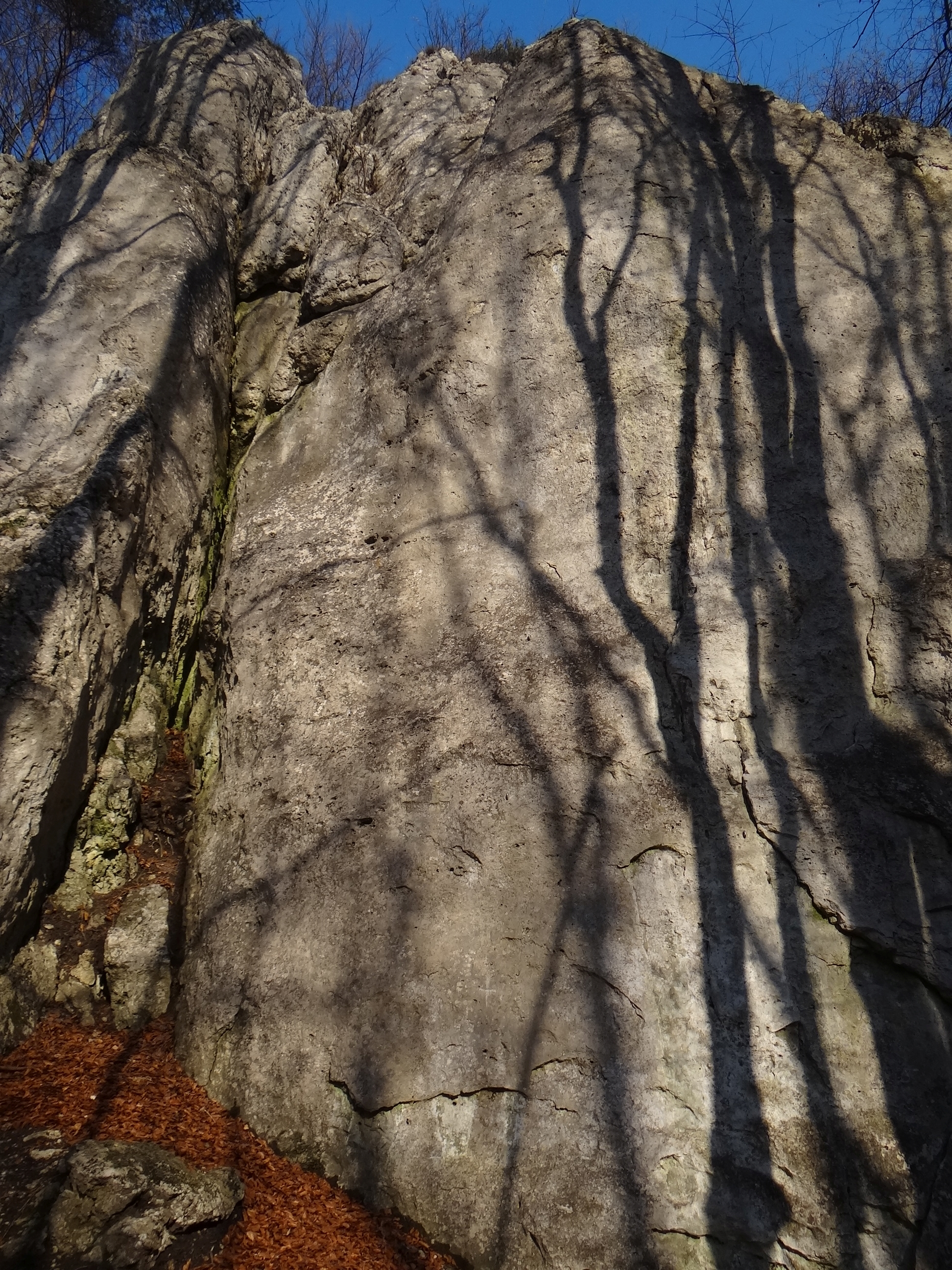
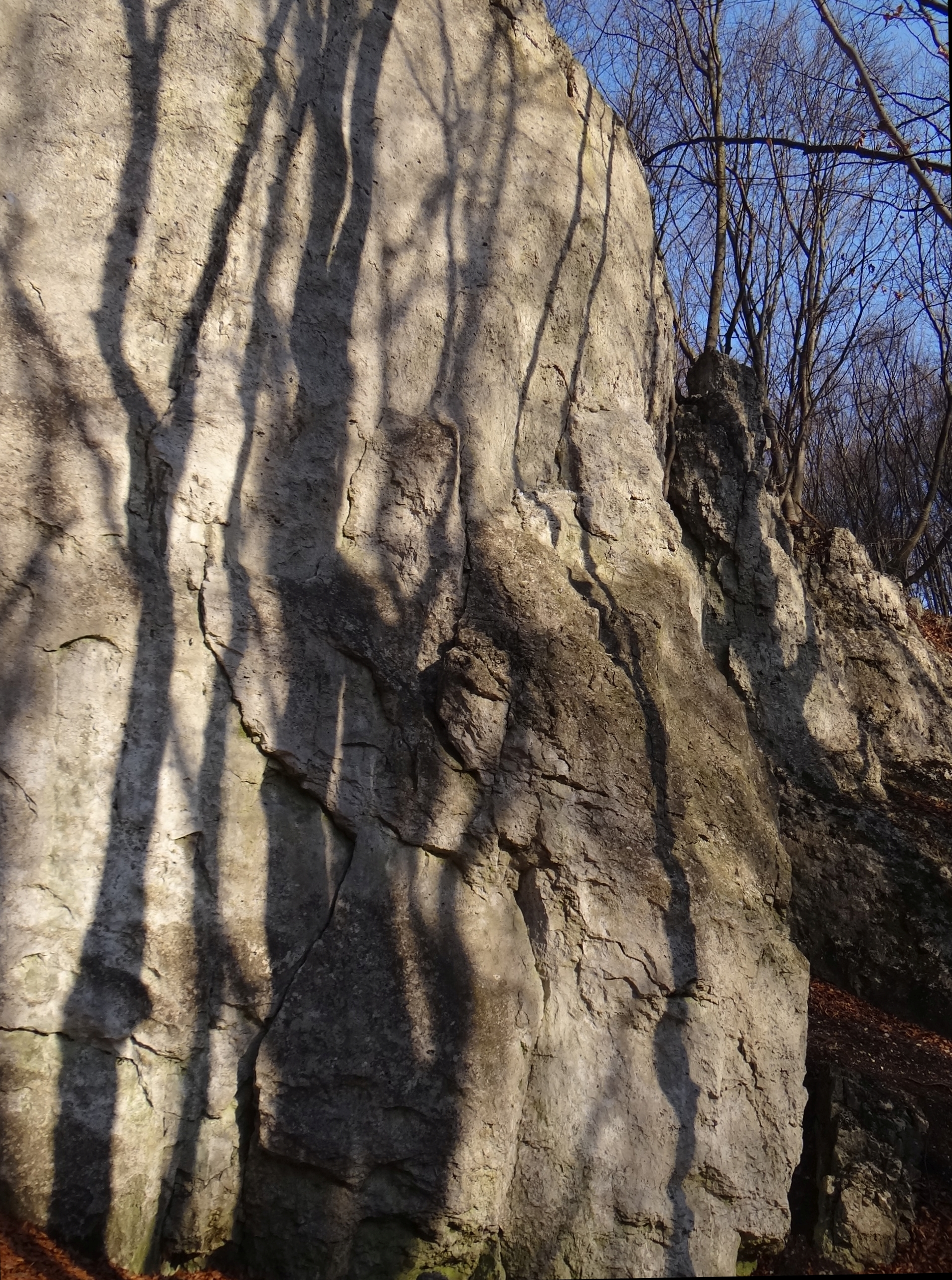
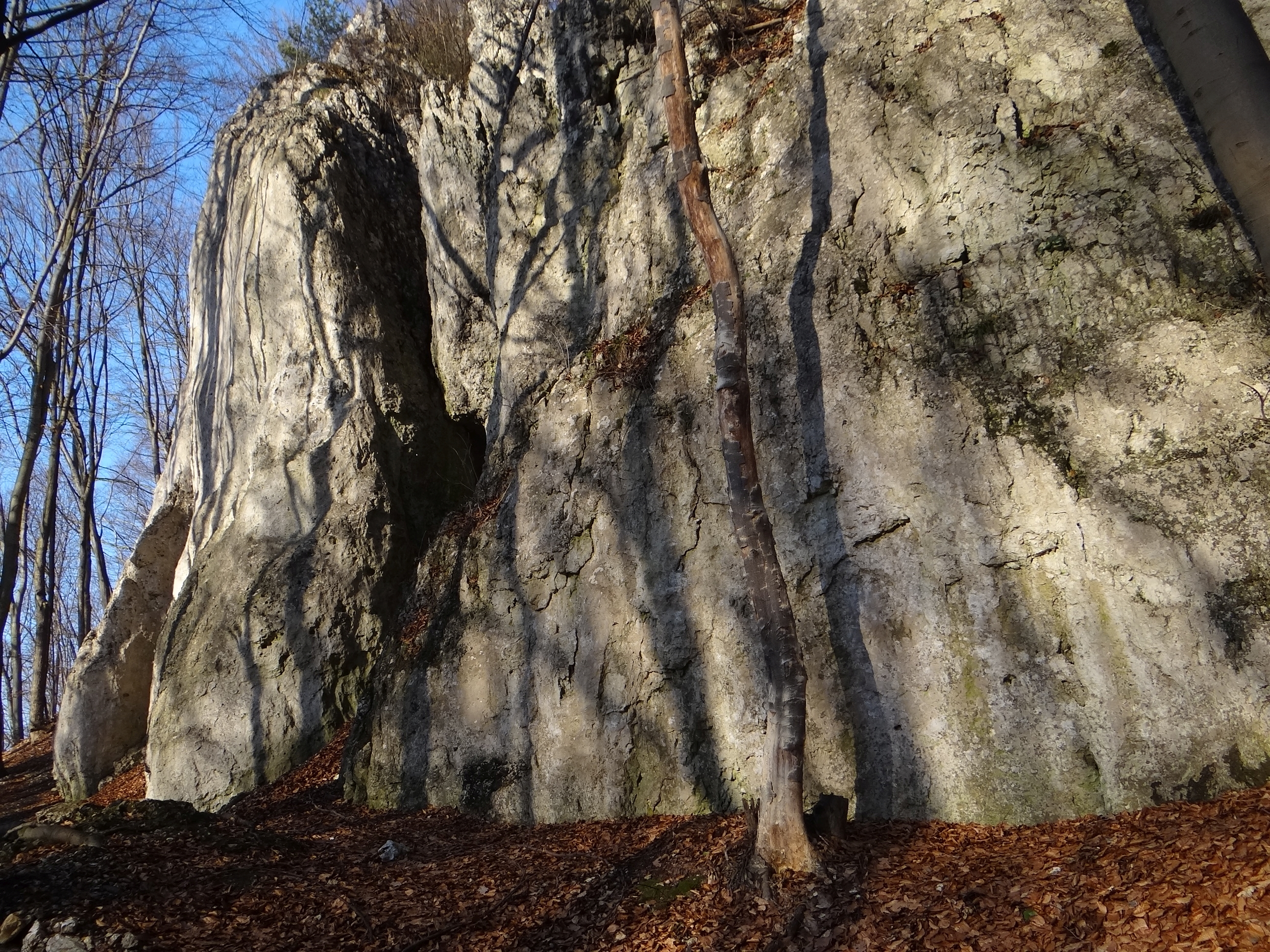
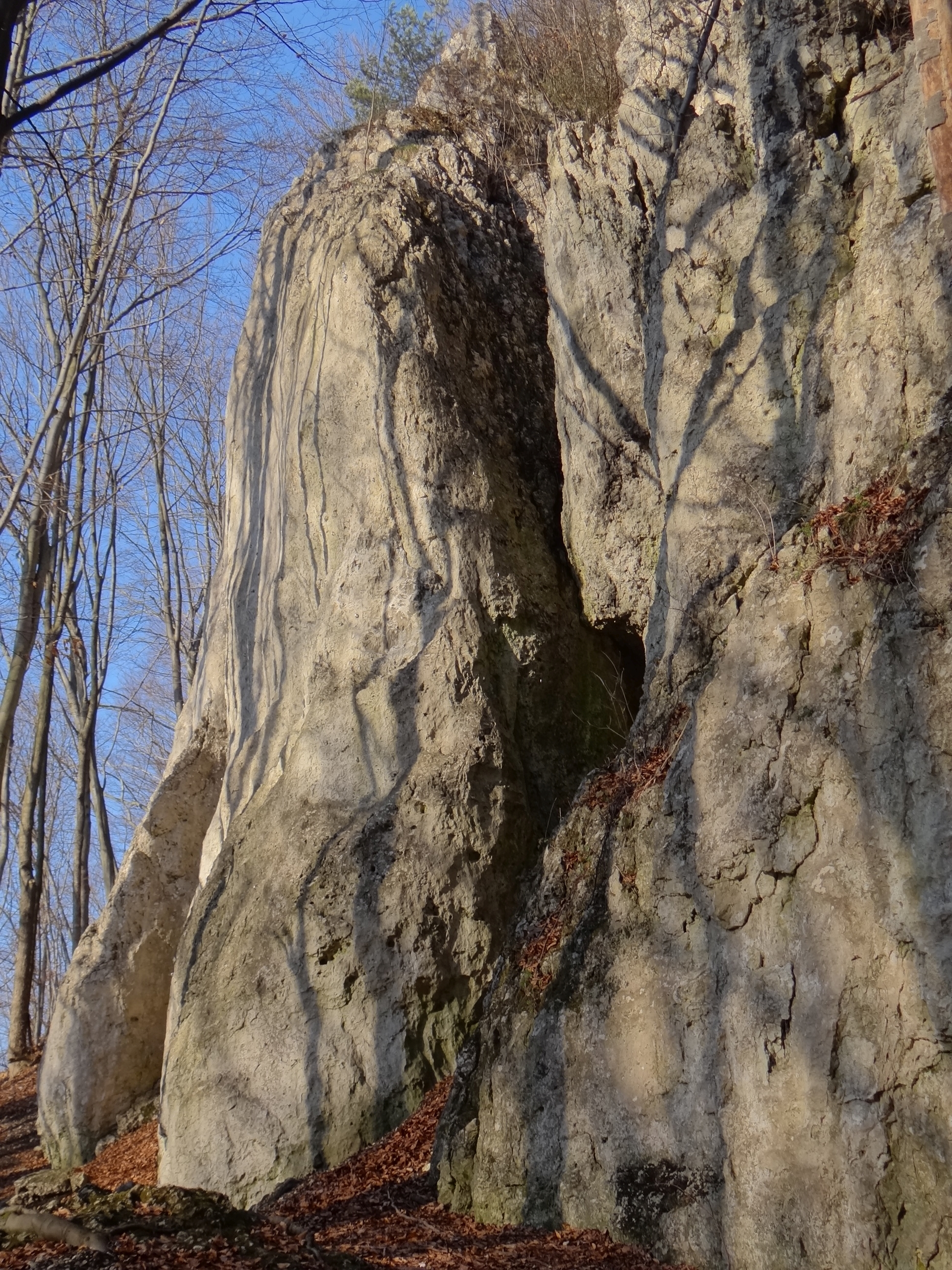

## Drogi wspinaczkowe
Ściana zachodnia jest obiektem wspinaczki skalnej. Wspinacze poprowadzili na niej 15 dróg wspinaczkowych o trudności od IV+ do VI.4+ w skali Kurtyki. Wszystkie mają zamontowane punkty asekuracyjne w postaci 2–8 ringów (r) i stanowiska zjazdowe (st).

Turnia nad Szańcem I
1. Bez nazwy; 4r + st, VI.1, 12 m
2. Lewa flanka Szańca; 6r + st, V, 20 m
3. Bez nazwy; 4r + st, VI, 12 m
4. Lewy komin Szańca; 2r + st, IV, 20 m
5. Wariant do kamieni; 4r + st, IV+, 20 m
6. Kamienie na szaniec; 2r + st, IV, 20 m

Turnia nad Szańcem II
1. Polowanie na Iwonę; 6r + st, VI+, 20 m
2. Komin pradawny; 8r + st, V, 20 m

Turnia nad Szańcem III
1. Kumkania; 7r + st, VI.2, 20 m
2. Ksantypa; 6r + st, VI.4/4+, 20 m
3. Donna Querpia; 6r + st, VI.4/4+, 18 m
4. Lewy do prawego; 5r + st, VI+, 15 m
5. Żywoty sławnych mężów; 6r + st, VI.4+, 17 m

Turnia nad Szańcem IV
1. Prawy filarek Szańca; 5r + st, VI+, 13 m
2. Prawy do lewego; 4r + st, V+, 12 m[3].